# L'Hospitalet Pioners 2018
Questa voce raccoglie le informazioni riguardanti i L'Hospitalet Pioners nelle competizioni ufficiali della stagione 2018.

## Maschile

### LNFA Serie A 2018

#### Stagione regolare
| Beniparrell 20 gennaio 2018, ore 17:00 | Valencia Firebats | 32 – 6 referto | L'Hospitalet Pioners | Poliesportiu Municipal Beniparrell |

| Barcellona 3 febbraio 2018, ore 15:00 | L'Hospitalet Pioners | 6 – 34 referto | Badalona Dracs | Estadi Joan Serrahima |

| 10-11 febbraio 2018 | L'Hospitalet Pioners | - – - | Reus Imperials |  |

| Sa Vileta-Son Rapinya 18 febbraio 2018, ore 12:00 | Mallorca Voltors | 39 – 13 referto | L'Hospitalet Pioners | Polideportivo Municipal de Son Moix |

| Barcellona 10 marzo 2018, ore 17:00 | L'Hospitalet Pioners | 12 – 18 referto | Valencia Firebats | Estadi Joan Serrahima |

| Santa Coloma de Gramenet 18 marzo 2018, ore 15:30 | Badalona Dracs | 42 – 3 referto | L'Hospitalet Pioners | Campo de Fútbol Badalona Sud |

| 7-8 aprile 2018 | Reus Imperials | - – - | L'Hospitalet Pioners |  |

| Barcellona 14 aprile 2018, ore 17:00 | L'Hospitalet Pioners | 7 – 14 referto | Mallorca Voltors | Estadi Joan Serrahima |

#### Playout
| 12-13 maggio 2018 | L'Hospitalet Pioners | - – - | Santiago Black Ravens |  |

### Statistiche di squadra
| Competizione      | %Vittorie | In casa | In casa | In casa | In casa | In casa | In casa | In trasferta | In trasferta | In trasferta | In trasferta | In trasferta | In trasferta | Totale | Totale | Totale | Totale | Totale | Totale |
| Competizione      | %Vittorie | G       | V       | N       | P       | Pf      | Ps      | G            | V            | N            | P            | Pf           | Ps           | G      | V      | N      | P      | Pf     | Ps     |
| ----------------- | --------- | ------- | ------- | ------- | ------- | ------- | ------- | ------------ | ------------ | ------------ | ------------ | ------------ | ------------ | ------ | ------ | ------ | ------ | ------ | ------ |
| Stagione regolare | .000      | 3       | 0       | 0       | 3       | 25      | 66      | 3            | 0            | 0            | 3            | 22           | 113          | 6      | 0      | 0      | 6      | 47     | 179    |
| Totale            | .000      | 3       | 0       | 0       | 3       | 25      | 66      | 3            | 0            | 0            | 3            | 22           | 113          | 6      | 0      | 0      | 6      | 47     | 179    |

## Femminile

### LNFA Femenina 2018

#### Stagione regolare
| Barcellona 21 gennaio 2018, ore 16:30 | Barcelona Búfals | 14 – 6 referto | L'Hospitalet Pioners | Campo del Agapito |

| Barberà del Vallès 3 febbraio 2018, ore 16:00 | Barberá Rookies | 34 – 0 referto | L'Hospitalet Pioners | Instal·lacions de Can Llobet |

| Santa Coloma de Gramenet 25 febbraio 2018, ore 11:30 | Badalona Dracs | 0 – 21 referto | L'Hospitalet Pioners | Campo de Fútbol Badalona Sud |

| L'Hospitalet de Llobregat 4 marzo 2018, ore 11:00 | L'Hospitalet Pioners | 20 – 12 referto | Terrassa Reds | Estadi La Feixa Llarga |

| L'Hospitalet de Llobregat 25 marzo 2018, ore 11:00 | L'Hospitalet Pioners | 12 – 33 referto | Barberá Rookies | Complex Esportiu L'Hospitalet Nord |

| L'Hospitalet de Llobregat 22 aprile 2018, ore 11:00 | L'Hospitalet Pioners | 30 – 6 referto | Badalona Dracs | Estadi La Feixa Llarga |

| Terrassa 13 maggio 2018, ore 16:00 | Terrassa Reds | 0 – 16 referto | L'Hospitalet Pioners | Campo de Fútbol de Can Boada |

| L'Hospitalet de Llobregat 19 maggio 2018, ore 12:00 | L'Hospitalet Pioners | 6 – 18 referto | Barcelona Búfals | Complex Esportiu L'Hospitalet Nord |

### Statistiche di squadra
| Competizione            | %Vittorie | In casa | In casa | In casa | In casa | In casa | In casa | In trasferta | In trasferta | In trasferta | In trasferta | In trasferta | In trasferta | Totale | Totale | Totale | Totale | Totale | Totale |
| Competizione            | %Vittorie | G       | V       | N       | P       | Pf      | Ps      | G            | V            | N            | P            | Pf           | Ps           | G      | V      | N      | P      | Pf     | Ps     |
| ----------------------- | --------- | ------- | ------- | ------- | ------- | ------- | ------- | ------------ | ------------ | ------------ | ------------ | ------------ | ------------ | ------ | ------ | ------ | ------ | ------ | ------ |
| LNFAF Stagione regolare | .500      | 4       | 2       | 0       | 2       | 68      | 69      | 4            | 2            | 0            | 2            | 43           | 48           | 8      | 4      | 0      | 4      | 111    | 117    |
| Totale                  | .500      | 4       | 2       | 0       | 2       | 68      | 69      | 4            | 2            | 0            | 2            | 43           | 48           | 8      | 4      | 0      | 4      | 111    | 117    |